# Helmar Rendez

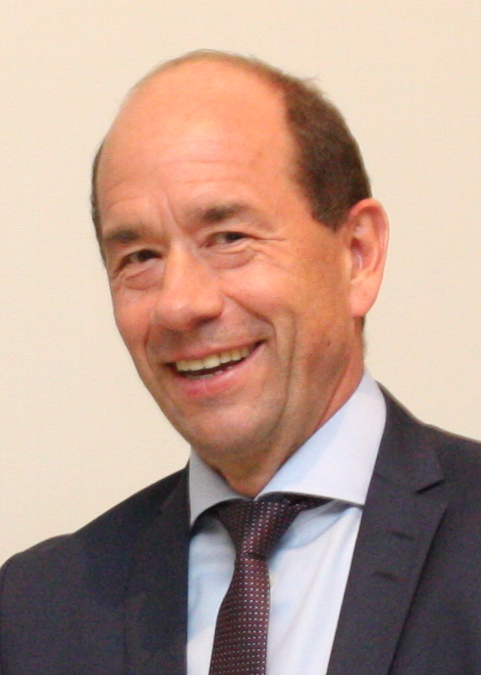
Helmar Rendez, 2017

Helmar Rendez (* 13. Juli 1962 in Stuttgart) ist ein deutscher Energiemanager. Seit 2010 war Rendez Vorsitzender der Geschäftsführung der Vattenfall Europe Distribution Berlin GmbH und der Vattenfall Europe Distribution Hamburg GmbH. Darüber hinaus zeichnete er bis 2015 als Head of Business für den Unternehmensbereich „Distribution“ für die operative Steuerung und die Weiterentwicklung der Vattenfall-Stromverteilungsnetze in Deutschland und Schweden verantwortlich. Vom Juli 2015 bis September 2016 setzt er seine Laufbahn im Lausitzer Braunkohlerevier als Mitglied des Vorstandes beim Bergbaubetreiber Vattenfall Europe Mining & Generation fort und verantwortete in dieser Funktion das Ressort Finanzen. Von Oktober 2016 bis zum 31. Dezember 2021 war er Vorstandsvorsitzender der Lausitz Energie Bergbau AG und Lausitz Energie Kraftwerke AG.
Seit 2022 ist Helmar Rendez Mitglied in verschiedenen Aufsichts- und Verwaltungsräten, darunter Lausitz Energie Kraftwerke AG, Lausitz Energie Bergbau AG, BEW Berliner Energie und Wärme GmbH, rbb Rundfunk Berlin-Brandenburg, Innovationsbeirat Sachsen. 

## Leben
Rendez studierte an der Technischen Universität Berlin Wirtschaftsingenieurwesen und wurde 1992 zum Dr.-Ing. promoviert. In den neunziger Jahren leitete er die Berliner Niederlassung der Unternehmensberatung Kienbaum. 1998 wechselte er zur VEAG und leitete dort den Bereich Unternehmensentwicklung. In den Jahren 2004 bis 2007 war er Mitglied des Vorstandes der WEMAG in Schwerin sowie Prokurist der Vattenfall Europe AG. Von 2007 bis 2010 war Rendez als Mitglied des Executive Group Managements der Vattenfall AB in Stockholm für den Bereich Strategieentwicklung des Konzerns verantwortlich. Rendez lebt in Berlin, ist verheiratet und hat eine Tochter.